# Epipactis olympica
Epipactis olympica  (лат.) — вид однодольных растений рода Дремлик (Epipactis) семейства Орхидные (Orchidaceae). Впервые описан ботаником К. Робачем в 1990 году.

## Распространение и среда обитания
Эндемик Греции, встречающийся лишь на нескольких участках на горе Олимп (в её восточной и северной части), в густых буковых лесах на высоте 800—1100 м. Видовой эпитет, собственно, и дан в честь Олимпа.
Одна из наиболее редких европейских орхидей рода Дремлик.

## Ботаническое описание
Гемикритпофит либо корневищный геофит.
Крепкое растение высотой 25—55 см. Стебель толстый, от светло-зелёного до зелёного цвета.
Листья небольшого размера, по 3—6 на каждом растении, от яйцевидных до широко-ланцетовидных, зелёные. Листья молодых растений часто длиннее.
Соцветие плотное, несёт мелкие (по 30—50 на растении) поникающие самоопыляющиеся цветки зелёного цвета с беловатым (редко розовым) оттенком.
Цветёт с конца июня по конец июля.